# ルレオ工科大学
ルレオ工科大学（スウェーデン語：Luleå tekniska universitet）は、スウェーデン・ノールボッテン県ルレオにある工科大学。1971年設立。略称はLTU。

## 対外関係

### スウェーデン国外
日本
- 神奈川大学[1]